# 附田花香
附田 花香（つきた はなか、1999年10月29日 - ）は、2010年前後にタレント活動をしていた日本の元子役。活動当時はアキヤマ・オフィスに所属していた。

## 来歴
北海道出身。
2009年10月31日、『ヘキサゴンファミリーコンサート2009』昼の部で行われたヘキサゴンオーディション2009の決勝大会に出場し、審査員特別賞を受賞。準グランプリを受賞した村上マイケル昌爵とまいける＆はなかを結成し、フジテレビ『クイズ!ヘキサゴンII』発の楽曲「学校へ行こう」（シングル「Dear Friends-友へ-」のカップリング曲）の歌唱を担当した。
『クイズ!ヘキサゴンII』の終了後には札幌市内の高等学校へ進学し、歌手デビューを目指してレッスンに励んでいた。

## 出演

### テレビ番組
- クイズ!ヘキサゴンII（2010年3月10日 - 、フジテレビ）
- 金曜プレステージ「FNSの日26時間テレビ2010前夜祭 本番前爆笑リハーサル!?」（2010年7月23日、フジテレビ）
- FNSの日26時間テレビ2010（2010年7月24日・25日、フジテレビ）